# 200 km/h in the Wrong Lane
200 km/h in the wrong lane là album bàng tiếng Anh đầu tiên của ban nhạc t.A.T.u.. Album đã bán được hơn 5 triệu bản khắp thế giới. Album đã đứng đầu rất nhiều bảng xếp hạng kể cả US Billboard 200 và United World Chart Top 50 của Anh. Album ra năm 2002, sau khi họ ra album 200 Po Vstrechnoy. Album này đã nổi tiếng khắp Châu Âu và Nga.

## Đĩa đơn
Những đĩa đơn từ album này là 
- Ya soshla s uma
- All the Things She Said
- Not gonna get us
- How soon is now?
- 30 phút

## Bài hát trong album
1. Not Gonna Get Us
2. All the Things She Said
3. Show Me Love
4. 30 phút
5. How Soon Is Now?
6. Clowns
7. Malchik Gay
8. Stars
9. Ya soshla s uma
10. Nas ne dogonyat
11. Show Me Love (Extended Version)
12. 30 Minutes (Remix)
13. Mucis video "All the Things She Said"
14. Video "Behind-the-Scenes" (Part 2)

## Tổng số đĩa đã bán được
- Mỹ: hơn 760.000 bản
- Nhật: hơn 1,6 triệu bản
- Phần Lan: hơn 50.000 bản
- Brasil: hơn 40.000 bản
- Pháp: hơn 168.000 bản
- Korea: hơn 56.000 bản
- México: hơn 75.000 bản